# Adolf Berge
Nils Adolf Berge, född 6 november 1869 i Nöttja församling, Kronobergs län, död 24 februari 1926 i Solna församling, Stockholms län, var en svensk folkskollärare och politiker (socialdemokrat).
Berge var ledamot av riksdagens första kammare 1920–1921, invald i Stockholms läns valkrets. Han var därefter ledamot i samma kammare från 1922 till sin död, invald i Stockholms läns och Uppsala läns valkrets. Han skrev sju motioner bland annat om populärvetenskapliga föreläsningar, expropriation av mark för byggnader ideella föreningar samt om forskning och försök inom biskötseln.